# Santo Ildefonso
Santo Ildefonso was een freguesia in de Portugese gemeente Porto en telt 10.044 inwoners (2001). In 2013 werden de freguesias Cedofeita, Santo Ildefonso, Sé, Miragaia, São Nicolau en Vitória samengevoegd tot een nieuwe freguesia Cedofeita, Santo Ildefonso, Sé, Miragaia, São Nicolau e Vitória.